# 60.ª Bienal de Venecia
La 60.ª Bienal de Venecia es una exposición internacional de arte contemporáneo que se celebra entre abril y noviembre de 2024. La Bienal de Venecia se celebra cada dos años en Venecia, Italia, con algunas excepciones limitadas. El director artístico Adriano Pedrosa fue el encargado de comisariar la exposición central, Extranjeros en todas partes, y 88 países contribuyeron con pabellones nacionales.

## Antecedentes
La Bienal de Venecia es una exposición bienal de arte internacional que se celebra en Venecia, Italia. A menudo se la ha descrito como "las Olimpiadas del mundo del arte", la participación en la Bienal es un evento prestigioso para los artistas contemporáneos. El festival se ha convertido en una constelación de espectáculos: una exposición central curada por el director artístico de ese año, pabellones nacionales organizados por naciones individuales y exposiciones independientes en toda Venecia. La organización matriz de la Bienal también organiza festivales regulares de otras artes: arquitectura, danza, cine, música y teatro. La 60.ª Bienal se celebra del 20 de abril al 24 de noviembre de 2024.

## Exposición central
Adriano Pedrosa, curador del Museo de Arte de São Paulo, fue el director artístico de la 60.ª Bienal de Venecia. La exposición central, Extranjeros en todas partes, se basa en figuras de extraños, recién llegados, indígenas y marginados. Pedrosa es el primer curador latinoamericano de la Bienal.

## Pabellones nacionales
Fuera de la exposición central e internacional, cada nación realiza sus propias muestras, conocidas como pabellones, en calidad de representación nacional. Las naciones que poseen sus propios pabellones, como los 30 que se encuentran en los Giardini, también son responsables de sus propios costes de mantenimiento y construcción. Las naciones que no tienen edificios dedicados crean pabellones en el Arsenal de Venecia y en palacios por toda la ciudad. Cada país selecciona artistas que expondrán en su pabellón, teniendo en cuenta el tema de la Bienal.
En la Bienal de 2024 hubo 88 pabellones nacionales, frente a los 90 que hubo en 2019. Los países comenzaron a anunciar a sus representantes nacionales poco después del cierre de la exposición anterior en 2022. Entre los países que asistieron por primera vez a la Bienal se encuentran Benín, Etiopía, Marruecos, Senegal y Tanzania. La Santa Sede ya había participado anteriormente, pero la Bienal de 2024 recibió la primera visita papal. Escocia se retiró de la bienal de este año. A Rusia se le retiró la invitación de la Bienal anterior por su invasión de Ucrania y, con la guerra en curso, tampoco participó en 2024, prestando su pabellón a Bolivia.
El pabellón israelí decidió no abrir. Cuando comenzó la Bienal, los artistas y curadores del pabellón anunciaron que permanecerían cerrados hasta que hubiera un cese del fuego en la guerra entre Israel y Hamás y todos los rehenes secuestrados por Hamás fueran devueltos. Durante la semana de preestreno de la Bienal, artistas que protestaban exigieron el boicot del pabellón israelí con panfletos y un flashmob. Dos meses antes, los organizadores de la Bienal habían rechazado las llamadas a excluir a Israel e Irán, una de ellas realizada mediante una carta abierta con miles de firmas.
Entre los pabellones participantes en la exposición cabe destacar los de Japón, Egipto, el Reino Unido, Nigeria, Alemania, Australia, Estados Unidos, Bulgaria, Francia, y Polonia.

## Premios
Un jurado internacional entregó los tres premios principales tras la ceremonia de apertura de la Bienal:
- León de Oro a la mejor participación nacional para el pabellón australiano (Archie Moore) y Mención especial para Pabellón de Kosovo (Doruntina Kastrati).
- León de Oro al mejor artista de la exposición central al Colectivo Mata Aho y Mención especial para Samia Halaby y La Chola Poblet.
- León de Plata para la artista joven más prometedora de la exposición: Karimah Ashadu.[36]

Además, el León de Oro de la 60.ª Bienal por su trayectoria fue otorgado a las artistas: Anna Maria Maiolino y Nil Yalter.